# Mausoleum (Mount Stuart)

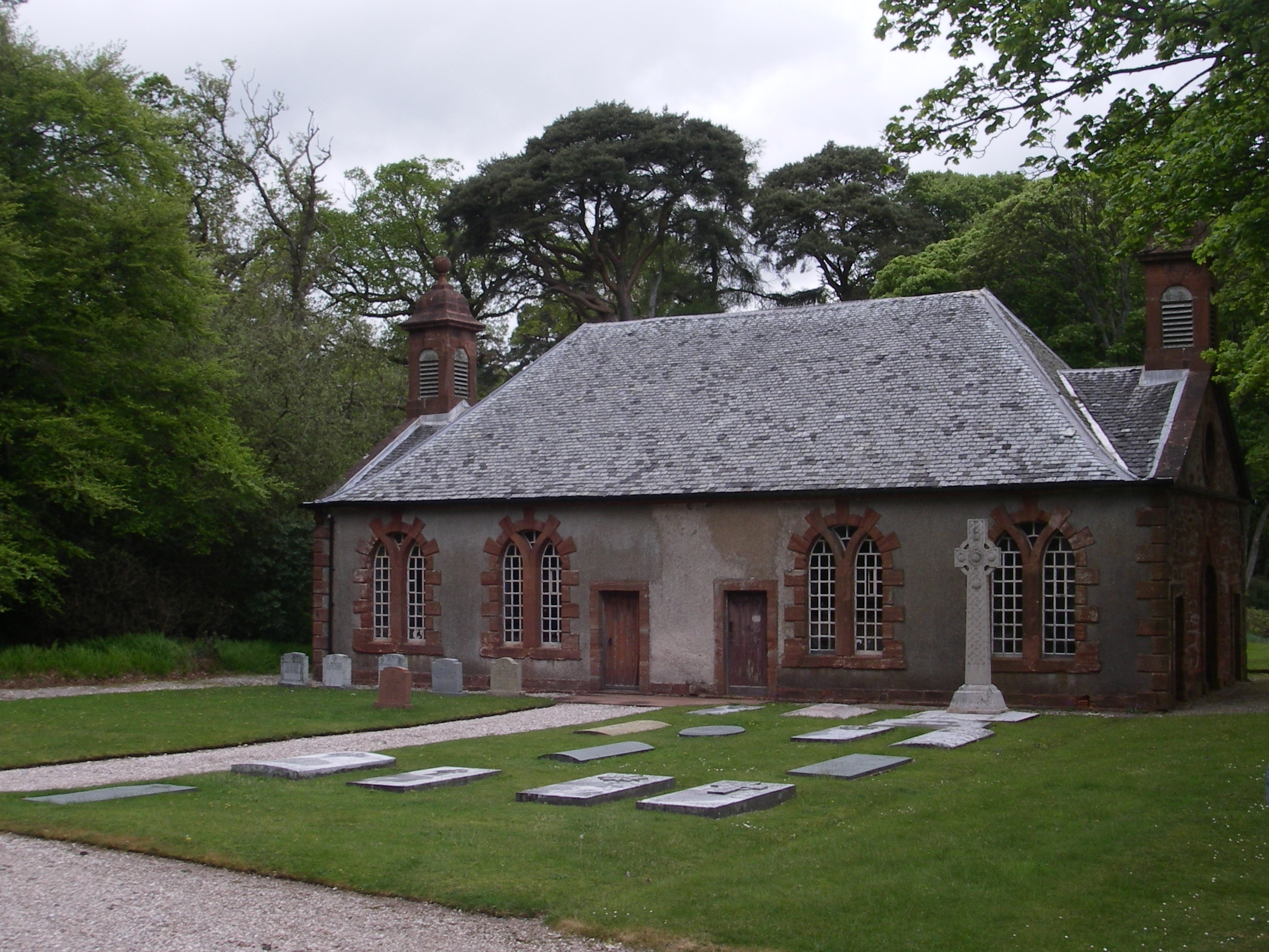
Mausoleum von Mount Stuart

Das Mausoleum von Mount Stuart, auch Scoulag Church, ist ein Mausoleum auf der schottischen Insel Bute. Es liegt auf den Ländereien von Mount Stuart House nahe der Ostküste der Insel etwa vier Kilometer südöstlich von Rothesay, dem Hauptort der Insel. 1971 wurde das Mount Stuart House in die schottischen Denkmallisten in die höchste Kategorie A aufgenommen.

## Geschichte
Das Gebäude wurde wahrscheinlich Anfang der 1730er Jahre fertiggestellt. Ursprünglich war es als Kirchengebäude, eventuell als Ersatz für die alte Hauptkirche des Parish Kingarth geplant. Das vielleicht von Alexander McGill geplante Bauwerk wurde jedoch nie regelmäßig als Kirche genutzt. Älteren Berichten zufolge befanden sich zuvor am gleichen Standort bereits eine oder zwei Kapellen, deren Existenz jedoch heute nicht anhand von Dokumenten nachgewiesen werden kann. Später wurde das Gebäude als Mausoleum der Herren von Mount Stuart genutzt.

## Beschreibung
Das Gebäude besitzt einen T-förmigen Grundriss. Es besteht aus Bruchstein, der teilweise in der traditionellen Harling-Technik verputzt wurde und schließt an den Seiten mit einem schiefergedeckten Walmdach, zur Vorderfront hin mit einem Satteldach ab. Die Gebäudekanten, ebenso die Fenster und Eingangstüren, sind mit rotem Sandstein abgesetzt. Den Eingangsbereich krönt ein Dreiecksgiebel mit Ochsenauge. Rückseitig sind symmetrisch vier Lanzett-Zwillingsfenster sowie mittig zwei Eingangstüren angeordnet. Im Gegensatz zu dem einstöckigen Eingangsbereich ist die Rückseite zweistöckig gebaut. Das Gebäude wurde durch eine Flut im Jahre 1994 erheblich beschädigt.